# Flussmuschelähnliche
Die Flussmuschelähnlichen (Unionoidea) sind eine Überfamilie der Ordnung Unionida innerhalb der Muscheln. Die Ordnung Unionida gehört zur Überordnung Paleoheterodonta. Die ersten, allerdings noch fraglichen Vertreter der Überfamilie kennt man aus dem Perm, sichere Vertreter ab der Trias. Die Unionoidea sind wahrscheinlich die Schwestergruppe der Etherioidea innerhalb der Ordnung Unionida.

## Charakteristik
Die Überfamilie Unionoidea haben in der Regel gleichklappige Gehäuse. Die Schale besteht aus zwei inneren Lagen mit Perlmutt, einer dünneren prismatischen Schicht und einer dicken Lage des organischen Periostrakums. Das Schloss ist meist heterodont, seltener auch ohne Zähne. Das Ligament liegt meist extern. Die Schließmuskeln sind mehr oder weniger deutlich isomyar, die Mantellinie ist integripalliat. Eine Besonderheit dieser Gruppe ist die „Brutpflege“, d. h. die Eier werden in der Mantelhöhle des Muttertiers befruchtet und reifen zu einer besonderen Larvenform heran, den Glochidien. Diese werden ins freie Wasser abgegeben und entwickeln sich erst nach einer parasitischen Phase in den Kiemen von Grundfischen.
Die Vertreter der Unionoidea können, wenn Fremdkörper in den Mantelraum eindringen, diese abkapseln und Perlen bilden. Daher rührt in der Vergangenheit eine gewisse wirtschaftliche Bedeutung in manchen Regionen. Flussperlmuscheln können teilweise sehr alt werden (bis über 100 Jahre).

## Systematik
Die Klassifikation der Überfamilie Unionoidea ist wie auch die der Ordnung Unionida noch nicht einheitlich. Dies ist dadurch bedingt, dass einige Malakologen lediglich eine Unterteilung der heutigen Formen in eine Überfamilie, andere in zwei Überfamilien befürworten.
Überfamilie Unionoidea Rafinesque, 1820
- Familie Flussperlmuscheln (Margaritiferidae Haas, 1940)
  - Unterfamilie Margaritiferinae Haas, 1940
    - Margaritifera marrianae (Alabama-Perlmuschel)
    - Margaritifera margaritifera (Europäische Flussperlmuschel)
    - Margaritifera durrovensis
    - Margaritifera hembeli (Louisiana-Perlmuschel)
    - Margaritifera falcata (Westliche Flussperlmuschel)
    - Margaritifera auricularia (Riesenflussperlmuschel)

  - Unterfamilie Cumberlandinae
    - Cumberlandia monodonta
- Familie Fluss- und Teichmuscheln (Unionidae)
  - Unterfamilie Ambleminae
  - Unterfamilie Lampsilinae
  - Unterfamilie Unioninae
    - Gattung Flussmuscheln (Unio)
      - Unio crassus (Bachmuschel, Kleine Flussmuschel, Gemeine Flussmuschel)
      - Unio nickliniana
      - Unio pictorum (Malermuschel)
      - Unio tampicoensis tecomatensis
      - Unio tumidus (Große Flussmuschel, Aufgeblasene Flussmuschel)

  - Unterfamilie Anodontinae
    - Gattung Teichmuscheln (Anodonta)
      - Anodonta anatina (Gemeine Teichmuschel)
      - Anodonta cygnea (Große Teichmuschel)

    - Gattung Pseudanodonta
      - Pseudanodonta complanata (Abgeplattete Teichmuschel)
      - Pseudanodonta elongata (Schlanke Teichmuschel)
      - Pseudanodonta middendorffi (Donau-Teichmuschel)

Dazu kommen noch drei ausschließlich fossile Familien, deren Zuordnung zu den Unionoidea aber mit großen Unsicherheiten behaftet ist:
- † Trigonodidae Modell, 1942
- † Desertellidae Dechaseaux, 1946
- † Actinodontophoridae Newell, 1969

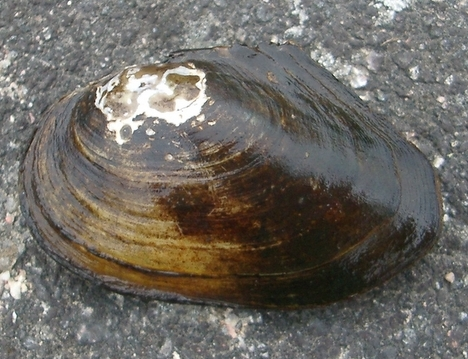
Anodonta anatina
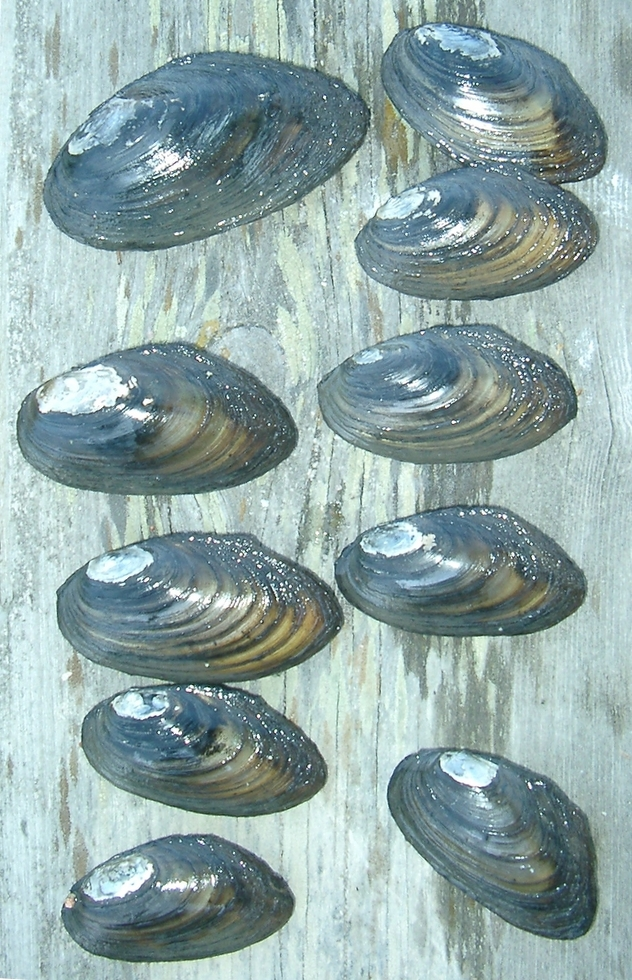
Pseudanodonta complanata
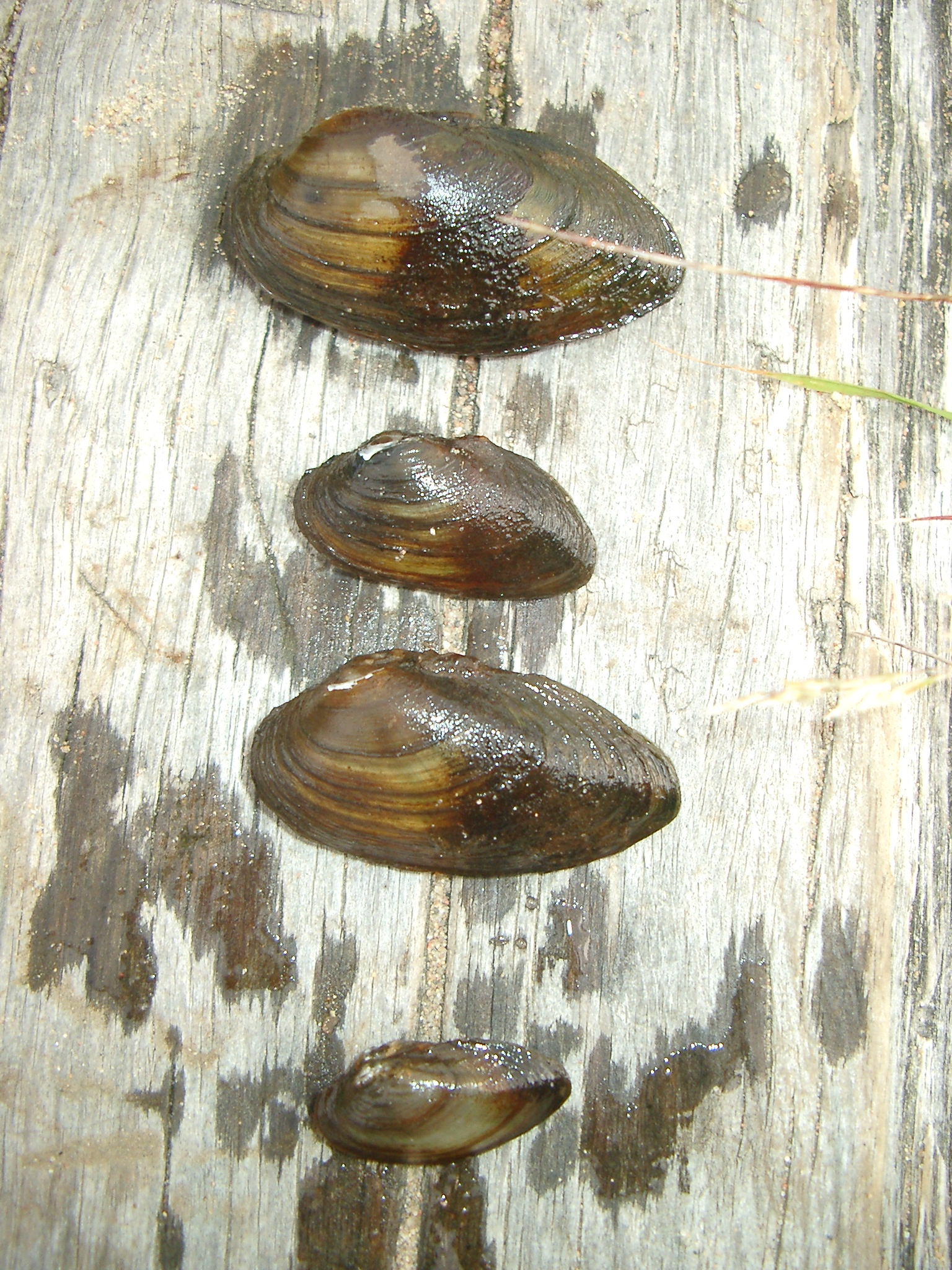
Große Flussmuschel Unio tumidus
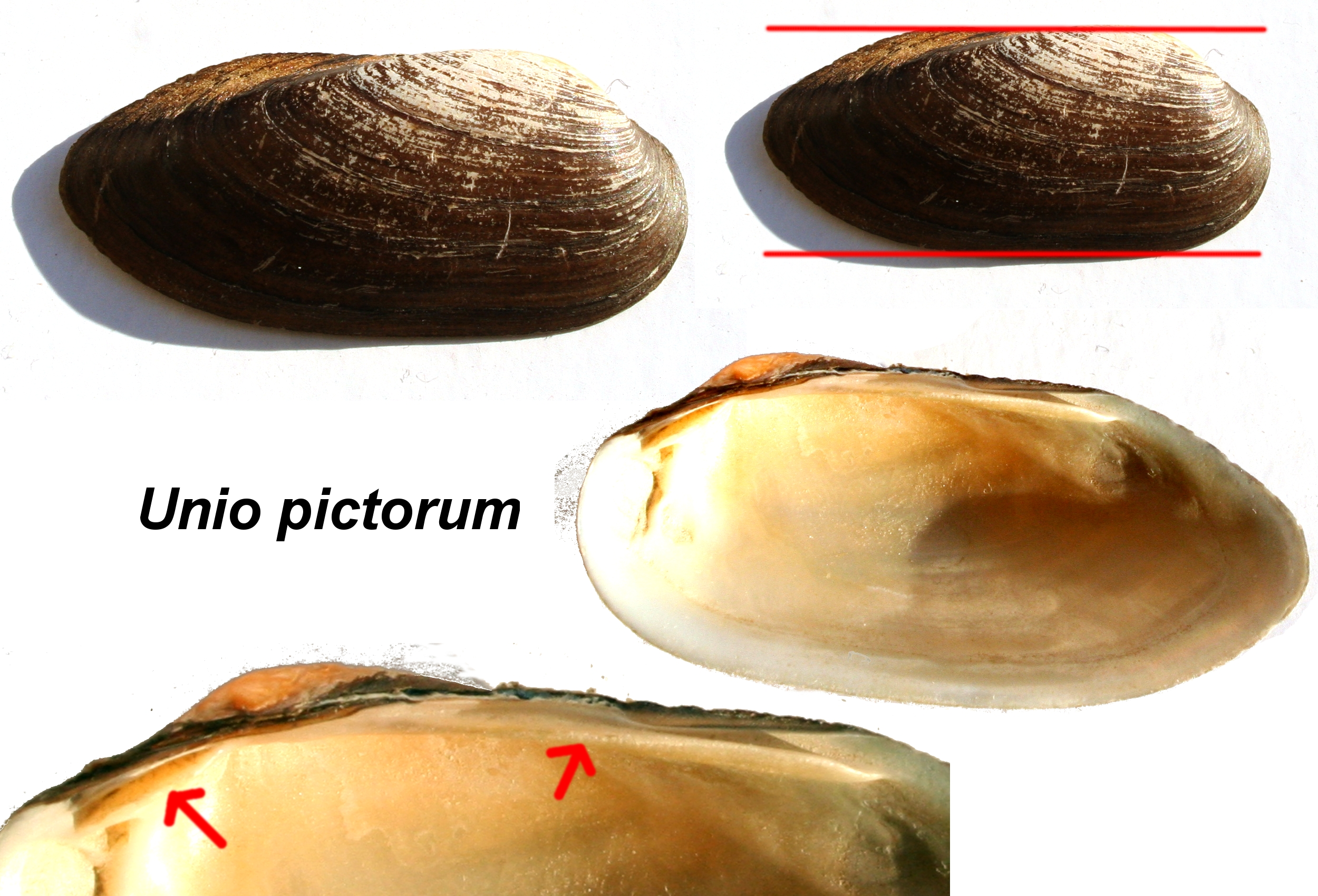
Malermuschel Unio pictorum; Bestimmungsmerkmale (parallele Ober- und Unterseite, Nebenzähne)